# Lepidodactylus woodfordi
Espèce
Lepidodactylus woodfordi est une espèce de geckos de la famille des Gekkonidae.

## Répartition
Cette espèce se rencontre en Papouasie-Nouvelle-Guinée et aux Salomon.

## Publication originale
- Boulenger, 1887 : Catalogue of the Lizards in the British Museum (Nat. Hist.) III. Lacertidae, Gerrhosauridae, Scincidae, Anelytropsidae, Dibamidae, Chamaeleontidae. London, p. 1-575 (texte intégral).